# Diecezja Świętego Józefa w Irkucku
Diecezja Świętego Józefa w Irkucku łac. Dioecesis Ircutscana Sancti Iosephi; ros. Епархия Святого Иосифа в Иркутске – diecezja Kościoła rzymskokatolickiego w Rosji.

## Historia
13 kwietnia 1991 roku bullą papieską Iam pridem Decesso z terytorium wydzielonego z diecezji władywostockiej i archidiecezji mohylewskiej powstała Administratura apostolska Syberii, której pierwszym administratorem apostolskim został Joseph Werth. 
W 1999 roku nastąpił podział administratury na część Zachodnią - ze stolicą we Nowosybirsku oraz część Wschodnią ze stolicą w Irkucku. Ordynariuszem Administratury Południowej został mianowany polski misjonarz, werbista  - Jerzy Mazur.
11 lutego 2002 roku Jan Paweł II bullą papieską In beati Petri podniósł administraturę do rangi diecezji nadając jej nazwę Diecezja Świętego Józefa w Irkucku. 
W kwietniu 2002 władze Rosji odmówiły wpuszczenia do kraju biskupa Jerzego Mazura, który od tego czasu zarządzał diecezją z Polski. Pat został zakończony w 2003, kiedy papież Jan Paweł II zwolnił bp. Jerzego Mazura z posługi ordynariusza Diecezji Św. Józefa w Irkucku mianując go ordynariuszem diecezji ełckiej. Jego miejsce zajął dotychczasowy biskup pomocniczy archidiecezji mińsko-mohylewskiej Cyryl Klimowicz. 

## Ordynariusze
2002–2003. bp Jerzy Mazur (od 1999 r. jako Administrator apostolski).
2003– nadal bp Cyryl Klimowicz.

## Dekanaty
W skład diecezji wchodzą 25 parafie w 5 dekanatach.
- Dekanat irkucki
- Dekanat jakucki
- Dekanat krasnojarski
- Dekanat magadański
- Dekanat władywostocki